# La Duchesse des bas-fonds
Pour plus de détails, voir Fiche technique et Distribution.
La Duchesse des bas-fonds (Kitty) est un film américain réalisé par Mitchell Leisen, sorti en 1945.

## Synopsis
Londres, XVIIIe siècle. En devenant par hasard le modèle du peintre Thomas Gainsborough, Kitty, une jeune prostituée, attire l'attention de la haute société.

## Fiche technique
- Titre : La Duchesse des bas-fonds
- Titre original : Kitty
- Réalisation : Mitchell Leisen
- Scénario : Karl Tunberg et Darrell Ware d'après le roman de Rosamond Marshall
- Production : Mitchell Leisen, Karl Tunberg et Darrell Ware
- Société de production et de distribution : Paramount Pictures
- Photographie : Daniel L. Fapp
- Effets spéciaux : Collaborateurs divers, dont Gordon Jennings et Loyal Griggs (non crédité)
- Montage : Alma Macrorie
- Musique : Victor Young
- Chorégraphe : Billy Daniel
- Direction artistiques : Hans Dreier et Walter H. Tyler
- Décors : Raoul Pene Du Bois
- Décorateur de plateau : Sam Comer et Ray Moyer
- Costumes : Raoul Pene Du Bois
- Pays d'origine : États-Unis
- Format : Noir et blanc - Son : Mono (Western Electric Mirrophonic Recording)
- Genre : Drame
- Durée : 103 minutes
- Dates de sortie : 
  - États-Unis : 16 octobre 1945 (première), 25 janvier 1946 (sortie nationale)
  - France : 13 mai 1947
- Affiche : Roger Soubie (France)

## Distribution
- Paulette Goddard : Kitty
- Ray Milland : Sir Hugh Marcy
- Patric Knowles : Brett
- Reginald Owen : Duc de Malmunster
- Cecil Kellaway : Thomas Gainsborough
- Constance Collier : Lady Susan Dowitt
- Dennis Hoey : Jonathan Selby
- Sara Allgood : La vieille Meg
- Eric Blore : Dobson
- Gordon Richards : Sir Joshua Reynolds
- Michael Dyne : Prince de Galles
- Edward Norton : Comte de Campton
- Patricia Cameron : Elaine Carlisle
- Percival Vivian : Dr Holt
- Mae Clarke : Molly
- Mary Gordon : Nancy
- Jimmy Aubrey : le cockney conducteur de charrette
- Charles Coleman : le majordome
- Anita Sharp-Bolster : Mullens

Et, parmi les acteurs non crédités :
- Ann Codee : Mme Aurélie
- Cyril Delevanti : Un colporteur
- Crauford Kent : Un ami de Sir Joshua
- Doris Lloyd : La poissonnière
- Mary MacLaren : La servante du duc de Malmunster
- Tempe Pigott : Une femme à sa fenêtre
- Douglas Walton : Philip